# Léon Salles
Pour les articles homonymes, voir Salles.
Léon Auguste Salles (1868-1952) est un graveur aquafortiste français, qui fut également peintre et illustrateur.

## Biographie
Léon Auguste Salles naît dans le 2e arrondissement de Paris le 31 décembre 1868, fils de Isidore Alfred Salles et Marie Louise Valérie Hubert, tous deux marchands de vin à Paris et originaires de l'Essonne.
Léon Salles étudie à l'École des Arts Décoratifs de 1884 à 1888 et est l'élève d’Auguste Boulard (1852-1927),, le fils du peintre Auguste Marie Boulard. Sociétaire des Artistes français à partir de 1893, il expose pour la première fois au Salon de cette société en 1889, et est médaillé à plusieurs reprises pour des gravures à l'eau-forte d'interprétation, dont une mention honorable en 1894 pour Portrait de miss Francis Harris, d'après Joshua Reynolds, une médaille de 3e classe en 1896 pour Le Docteur, d'après Luke Fildes, une médaille de 2e classe en 1902. 
Il obtient également une médaille de bronze à l’Exposition universelle de 1900.
Léon Salles épouse en premières noces Marie Joseph Françoise Tirel le 19 avril 1906 à Paris, mais celle-ci meurt prématurément le 7 avril 1907. Il épouse en secondes noces Berthe Céline Porcabœuf le 15 janvier 1908 à Paris.
En 1938, il obtient la médaille d’honneur pour un portrait de Jean-Baptiste Charcot.

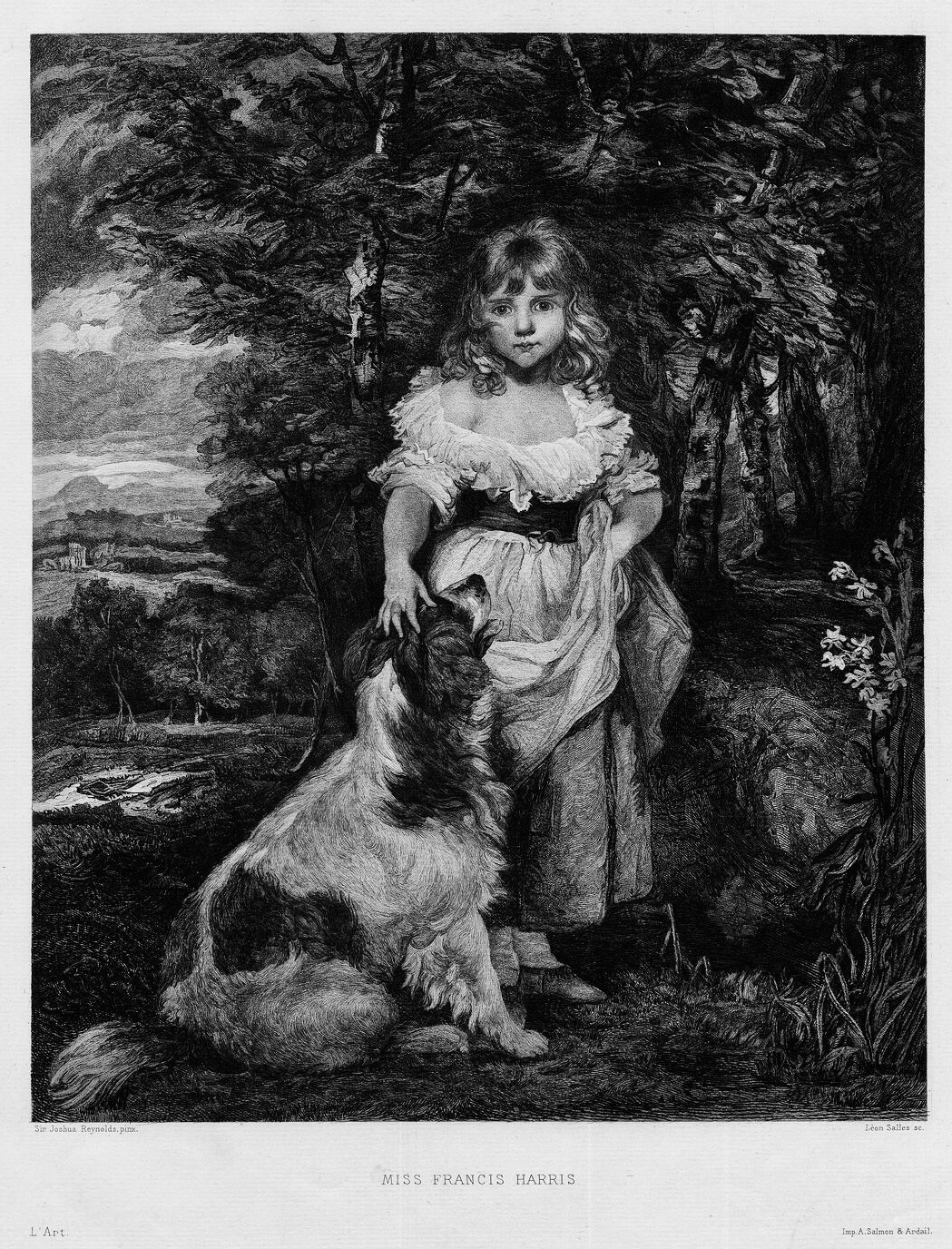
Portrait de miss Francis Harris, d'après Joshua Reynolds

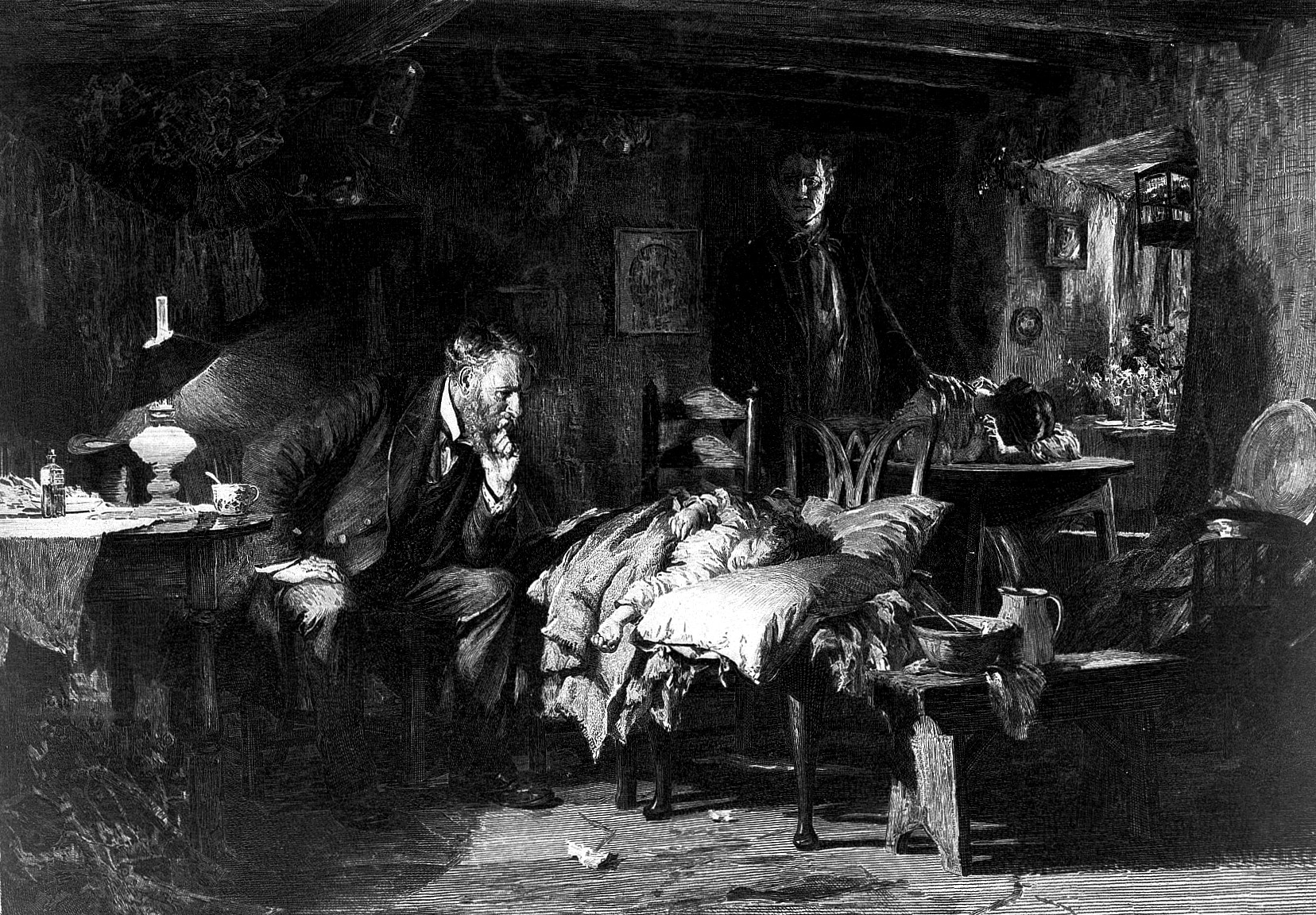
Le Docteur, d'après Luke Fildes

Léon Salles est président fondateur de l'Association Amicale Professionnelle des Graveurs à l'Eau-forte, fondée en 1912 pour la défense des intérêts des artistes et la diffusion de l'art de la gravure et vice-président de l'Association des artistes, peintres, sculpteurs, architectes, graveurs et dessinateurs (fondation du Baron Taylor).

Fin 1919, Jean Archimbaud rencontre Léon Salles à Paris, présenté par Émile Humblot, lui-même graveur et maire de Joinville. Léon Salles interpelle ainsi le jeune élève : 

« Avec ce que vous savez faire, vous n'avez pas le droit de lâcher, mais ne vous confinez pas à ça ! La gravure ne fait pas vivre une famille. »

Membre du Comité (section de gravure), du bureau et du jury des Artistes Français, il est nommé président du jury de gravure et de lithographie pour le Salon de 1929,. Il est également nommé Secrétaire rapporteur adjoint du groupe VI, Classe 29 Gravure & Art Décoratif de l'Exposition universelle de 1937.
Léon Salles est nommé Chevalier de la Légion d’Honneur par décret du 22 mai 1926, puis promu au grade d’officier par décret du 5 août 1939.
Il meurt le 3 mai 1952  à Nice.

## Œuvres
L'essentiel de l’œuvre de Léon Salles est constitué de gravures d'interprétation, c'est-à-dire d'illustrations détaillées d’œuvres d'art d'artistes connus. Au début du XXe siècle ces gravures de reproduction sont tombées en désuétude en raison des progrès de la photographie. Après la première guerre mondiale Léon Salles semble se consacrer à la réalisation de portraits plutôt formels ou officiels.
Il réalise également des œuvres de nature plus commerciale, telles que des gravures en couleurs de sites touristiques populaires en France et en Belgique. Pour les différencier de ses productions officielles telles que les gravures de reproduction ou les portraits qu'il expose au Salon, il signe généralement ces œuvres moins importantes en utilisant le nom de jeune fille de sa mère : Hubert.

## Élèves
Parmi ses nombreux élèves on peut notamment citer :
- Henri Bouvrie[12] (1896-1973), artiste peintre rattaché à l'École de Barbizon ;
- Marie-Didière Calvès[13] (1883-1957), artiste peintre membre de la Société des artistes français ;
- Anna Humblot[14] (1874-1968), peintre et aquafortiste, épouse d'Émile Humblot ;
- Émile Humblot[15] (1862-1931), peintre et homme politique, sénateur de la Haute-Marne ;
- René-Ludovic Raffray[16] (1896-1975).